# 부원중학교
부원중학교(富元中學校)는 대한민국 인천광역시 부평구 부평동에 위치한 공립 중학교이다.

## 학교 연혁
- 1991년 1월 25일 : 부원중학교 설립 인가, 12학급
- 1991년 3월 1일 : 나근형 교장 취임
- 1991년 3월 9일 : 부원중학교 입학식(신입생 604명 입학, 12학급 개교)
- 1994년 2월 16일 : 제1회 졸업식 거행(618명 졸업)
- 2008년 8월 30일 : 과학실, 도서실 현대화 완공
- 2010년 2월 9일 : 다목적 강당 부원관 개관
- 2011년 8월 31일 : 부원관 특별교실 8실 증축
- 2012년 2월 29일 : 교과교실 5실 구축
- 2022년 9월 1일 : 제13대 박용균 교장 취임
- 2024년 1월 9일 : 제31회 졸업식 거행(287명, 누계 14,819명)
- 2024년 3월 4일 : 신입생 255명 입학(9학급)

## 참고 자료
- 부원중학교 - 한국교육학술정보원 학교알리미